# جاك أتكينسون
جاك أتكينسون (بالإنجليزية: Jack Atkinson)‏ (20 ديسمبر 1913 في المملكة المتحدة - 1977) هو لاعب كرة قدم بريطاني (وحمل سابقاً جنسية المملكة المتحدة لبريطانيا العظمى وأيرلندا) في مركز الدفاع. لعب مع بولتون واندررز وNew Brighton A.F.C. ‏.